# Grand Prix de Voleibol de 2017
O Grand Prix de Voleibol de 2017 foi a 25ª edição do torneio anual de voleibol feminino promovido pela Federação Internacional de Voleibol (FIVB).
Pela primeira vez o Grand Prix foi disputado por 32 seleções, quatro a mais com relação ao ano anterior. A fase intercontinental foi realizada entre 7 e 23 de julho. As equipes classificadas do Primeiro Grupo disputaram a fase final em Nanquim, na China, entre 2 e 6 de agosto.
O Brasil conquistou o Grand Prix pela segunda vez consecutiva e 12ª vez no geral ao superar a Itália  na final por 3 sets a 2. Numa reedição da final olímpica de 2016, a Sérvia deu o troco na China para conquistar a medalha de bronze. A brasileira Natália Pereira foi eleita a melhor jogadora da competição pelo segundo ano consecutivo.

## Equipes participantes
Com exceção de Cuba que desistiu de participar, todas as demais 27 seleções participantes na edição anterior confirmaram presença em 2017. Com a expansão do torneio para 32 equipes, foram convidadas para completar a relação de equipes participantes as seleções de Camarões, Coreia do Sul, Hungria, Trinidad e Tobago e Venezuela. Posteriormente o Quênia desistiu de participar devido a problemas financeiros e foi substituído pela França no Grupo 3.
| África (CAVB)      | Ásia e Oceania (AVC)                                                | Europa (CEV) | América do Norte, América Central e Caribe (NORCECA)                                     | América do Sul (CSV)                             |
| ------------------ | ------------------------------------------------------------------- | --- | ---------------------------------------------------------------------------------------- | ------------------------------------------------ |
| Argélia · Camarões | Austrália · Cazaquistão · China · Coreia do Sul · Japão · Tailândia | Alemanha · Bélgica · Bulgária · Croácia · França · Hungria · Itália · Países Baixos · Polônia · Chéquia · Rússia · Sérvia · Turquia | Canadá · Estados Unidos · México · Porto Rico · República Dominicana · Trinidad e Tobago | Argentina · Brasil · Colômbia · Peru · Venezuela |

## Fórmula de disputa
As 32 equipes participantes foram divididas em três grandes grupos de acordo com o desempenho na edição de 2016. Doze delas compuseram o Primeiro Grupo, outras doze o Segundo Grupo e as oito restantes integraram o Terceiro Grupo. A distribuição das seleções segue abaixo, com as colocações das equipes no último ranking da FIVB antes da competição entre parênteses:
| Primeiro Grupo | Segundo Grupo | Terceiro Grupo |
| --- | --- | --- |
| Fase final: Nanquim | Fase final: Ostrava | Fase final: Camberra |
| China (1) · Estados Unidos (2) · Sérvia (3) · Brasil (4) · Rússia (5) · Japão (6) · Países Baixos (7) · Itália (8) · República Dominicana (9) · Turquia (12) · Tailândia (14) · Bélgica (16) | Coreia do Sul (10) · Argentina (10) · Alemanha (13) · Porto Rico (15) · Bulgária (17) · Croácia (18) · Canadá (19) · Cazaquistão (21) · Polônia (22) · Chéquia (25) · Peru (29) · Colômbia (30) | Camarões (19) · México (26) · Argélia (31) · Hungria (33) · Trinidad e Tobago (38) · Austrália (43) · França (44) · Venezuela (113) |

A Alemanha, rebaixada ao Segundo Grupo em 2016, foi substituída pela República Dominicana no Primeiro Grupo. Semifinalistas do Terceiro Grupo em 2016, Croácia, Cazaquistão, Peru e Colômbia foram promovidas ao Grupo 2 com a ampliação para 12 seleções (inicialmente o Quênia se manteria no Segundo Grupo mesmo rebaixada no ano anterior, mas posteriormente desistiu de participar).
Durante a fase intercontinental, as seleções do Primeiro Grupo e Segundo Grupo disputaram nove partidas dentro de grupos de quatro equipes cada ao longo de três semanas. Já as equipes do Terceiro Grupo disputaram seis partidas ao longo de duas semanas, também em grupo de quatro times cada.
As três equipes mais bem colocadas na classificação geral do Terceiro Grupo avançaram à fase final do grupo que teve a Austrália como anfitriã. No Segundo Grupo, a República Checa, como país sede, se juntou as três primeiras colocadas da sua divisão na disputa da fase final. Tanto no Segundo como no Terceiro Grupo a fase final foi composta de semifinais e final.
A fase final do Primeiro Grupo (final six) foi disputada pela China, por ser sede, juntamente com as cinco equipes mais bem colocadas na fase intercontinental. As seleções foram divididas em dois grupos de três equipes cada, com as duas primeiras colocadas de cada grupo avançando as semifinais. As vencedoras disputaram a final e as perdedoras o terceiro lugar.
Com a extinção do torneio para 2018, os critérios de promoção e rebaixamento entre grupos não foram aplicados, com todas as seleções previamente definidas para a disputa da Liga das Nações.

## Calendário
Primeiro Grupo
| Primeira semana: 7–9 de julho     | Grupo A1 · Ancara Bélgica · Brasil · Sérvia · Turquia | Grupo B1 · Kunshan China · Itália · Rússia · Estados Unidos            | Grupo C1 · Apeldoorn República Dominicana · Japão · Países Baixos · Tailândia    |
| Segunda semana: 14–16 de julho    | Grupo D1 · Sendai Brasil · Japão · Sérvia · Tailândia | Grupo E1 · Macau China · Itália · Turquia · Estados Unidos             | Grupo F1 · Ecaterimburgo Bélgica · República Dominicana · Países Baixos · Rússia |
| Terceira semana: 20–23 de julho   | Grupo G1 · Hong Kong China · Japão · Rússia · Sérvia  | Grupo H1 · Bangcoc República Dominicana · Itália · Tailândia · Turquia | Grupo I1 · Cuiabá Bélgica · Brasil · Países Baixos · Estados Unidos              |
| Fase final: 2–6 de agosto Nanquim |                                                       |                                                                        |                                                                                  |

Segundo Grupo
| Primeira semana: 7–9 de julho      | Grupo A2 · Ruse Bulgária · Alemanha · Cazaquistão · Coreia do Sul | Grupo B2 · Neuquén Argentina · Canadá · Croácia · Polônia                     | Grupo C2 · Chiclayo Colômbia · Chéquia · Peru · Porto Rico     |
| Segunda semana: 14–16 de julho     | Grupo D2 · Almaty Colômbia · Croácia · Alemanha · Cazaquistão     | Grupo E2 · Ostrowiec Świętokrzyski Argentina · Coreia do Sul · Peru · Polônia | Grupo F2 · San Juan Bulgária · Canadá · Chéquia · Porto Rico   |
| Terceira semana: 21–23 de julho    | Grupo G2 · Richmond Canadá · Chéquia · Alemanha · Peru            | Grupo H2 · Suwon Colômbia · Cazaquistão · Coreia do Sul · Polônia             | Grupo I2 · Opatija Argentina · Bulgária · Croácia · Porto Rico |
| Fase final: 29–30 de julho Ostrava |                                                                   |                                                                               |                                                                |

Terceiro Grupo
| Primeira semana: 7–9 de julho       | Grupo A3 · Aguascalientes Austrália · Hungria · México · Trinidad e Tobago | Grupo B3 · Yaoundé Argélia · Camarões · França · Venezuela                 |
| Segunda semana: 14–16 de julho      | Grupo C3 · Caracas Argélia · Hungria · México · Venezuela                  | Grupo D3 · Port of Spain Austrália · Camarões · França · Trinidad e Tobago |
| Fase final: 22–23 de julho Camberra |                                                                            |                                                                            |

## Critérios de classificação nos grupos
1. Número de vitórias;
2. Pontos;
3. Razão de sets;
4. Razão de pontos;
5. Resultado da última partida entre os times empatados.

- Placar de 3–0 ou 3–1: 3 pontos para o vencedor, nenhum para o perdedor;
- Placar de 3–2: 2 pontos para o vencedor, 1 para o perdedor.[11]

## Fase intercontinental

### Primeiro Grupo
Todas as partidas seguem o horário local.
|     |                      |     | Jogos | Jogos | Jogos | Resultados | Resultados | Resultados | Resultados | Resultados | Resultados | Sets | Sets | Sets  | Pontos | Pontos | Pontos |
| Pos | Equipe               | Pts | T     | V     | D     | 3–0        | 3–1        | 3–2        | 2–3        | 1–3        | 0–3        | V    | P    | R     | V      | P      | R      |
| --- | -------------------- | --- | ----- | ----- | ----- | ---------- | ---------- | ---------- | ---------- | ---------- | ---------- | ---- | ---- | ----- | ------ | ------ | ------ |
| 1   | Sérvia               | 22  | 9     | 7     | 2     | 5          | 2          | 0          | 1          | 0          | 1          | 23   | 8    | 2.875 | 735    | 621    | 1.184  |
| 2   | Estados Unidos       | 19  | 9     | 6     | 3     | 2          | 3          | 1          | 2          | 1          | 0          | 23   | 14   | 1.643 | 843    | 778    | 1.084  |
| 3   | Brasil               | 18  | 9     | 6     | 3     | 3          | 2          | 1          | 1          | 0          | 2          | 20   | 13   | 1.538 | 765    | 702    | 1.090  |
| 4   | Países Baixos        | 17  | 9     | 6     | 3     | 4          | 0          | 2          | 1          | 2          | 0          | 22   | 13   | 1.692 | 781    | 736    | 1.061  |
| 5   | Itália               | 16  | 9     | 6     | 3     | 3          | 1          | 2          | 0          | 1          | 2          | 19   | 14   | 1.357 | 748    | 720    | 1.039  |
| 6   | Japão                | 13  | 9     | 6     | 3     | 0          | 1          | 5          | 0          | 2          | 1          | 20   | 20   | 1,000 | 868    | 876    | 0.991  |
| 7   | China                | 13  | 9     | 5     | 4     | 0          | 3          | 2          | 0          | 2          | 2          | 17   | 19   | 0.895 | 818    | 838    | 0.976  |
| 8   | República Dominicana | 11  | 9     | 4     | 5     | 0          | 2          | 2          | 1          | 1          | 3          | 15   | 21   | 0.714 | 782    | 808    | 0.968  |
| 9   | Rússia               | 13  | 9     | 3     | 6     | 1          | 2          | 0          | 4          | 0          | 2          | 17   | 20   | 0.850 | 801    | 830    | 0.965  |
| 10  | Tailândia            | 11  | 9     | 3     | 6     | 3          | 0          | 0          | 2          | 3          | 1          | 16   | 18   | 0.889 | 726    | 751    | 0.967  |
| 11  | Turquia              | 7   | 9     | 2     | 7     | 1          | 1          | 0          | 1          | 3          | 3          | 11   | 22   | 0.500 | 696    | 780    | 0.892  |
| 12  | Bélgica              | 2   | 9     | 0     | 9     | 0          | 0          | 0          | 2          | 2          | 5          | 6    | 27   | 0.222 | 659    | 782    | 0.843  |

Nota: República Dominicana ficou na frente da Rússia pelo número de vitórias (4 contra 3).
Grupo A1
- Local:  Başkent Voleybol Salonu, Ancara, Turquia

| Data  | Hora  |         | Placar |         | Set 1 | Set 2 | Set 3 | Set 4 | Set 5 | Total  | Relatório |
| ----- | ----- | ------- | ------ | ------- | ----- | ----- | ----- | ----- | ----- | ------ | --------- |
| 7 jul | 16:30 | Turquia | 0–3    | Sérvia  | 19–25 | 17–25 | 15–25 |       |       | 51–75  | Relatório |
| 7 jul | 19:30 | Bélgica | 0–3    | Brasil  | 22–25 | 23–25 | 18–25 |       |       | 63–75  | Relatório |
| 8 jul | 16:30 | Brasil  | 0–3    | Sérvia  | 19–25 | 20–25 | 19–25 |       |       | 58–75  | Relatório |
| 8 jul | 19:30 | Turquia | 3–1    | Bélgica | 23–25 | 25–20 | 25–20 | 25–16 |       | 98–81  | Relatório |
| 9 jul | 16:30 | Sérvia  | 3–0    | Bélgica | 25–18 | 25–18 | 25–18 |       |       | 75–54  | Relatório |
| 9 jul | 19:30 | Turquia | 2–3    | Brasil  | 26–24 | 17–25 | 18–25 | 25–22 | 13–15 | 99–111 | Relatório |

Grupo B1
- Local:  Estádio Kunshan, Kunshan, China

| Data  | Hora  |                | Placar |                | Set 1 | Set 2 | Set 3 | Set 4 | Set 5 | Total   | Relatório |
| ----- | ----- | -------------- | ------ | -------------- | ----- | ----- | ----- | ----- | ----- | ------- | --------- |
| 7 jul | 15:00 | Estados Unidos | 3–2    | Rússia         | 22–25 | 25–19 | 25–27 | 25–16 | 15–11 | 112–98  | Relatório |
| 7 jul | 19:30 | China          | 3–1    | Itália         | 25–20 | 20–25 | 25–23 | 25–20 |       | 95–88   | Relatório |
| 8 jul | 15:00 | Itália         | 0–3    | Estados Unidos | 21–25 | 22–25 | 19–25 |       |       | 62–75   | Relatório |
| 8 jul | 19:30 | China          | 3–2    | Rússia         | 24–26 | 25–21 | 16–25 | 27–25 | 16–14 | 108–111 | Relatório |
| 9 jul | 15:00 | Rússia         | 2–3    | Itália         | 21–25 | 29–27 | 26–24 | 24–26 | 10–15 | 110–117 | Relatório |
| 9 jul | 19:30 | China          | 0–3    | Estados Unidos | 22–25 | 22–25 | 21–25 |       |       | 65–75   | Relatório |

Grupo C1
- Local:  Omnisport Apeldoorn, Apeldoorn, Países Baixos

| Data  | Hora  |                      | Placar |                      | Set 1 | Set 2 | Set 3 | Set 4 | Set 5 | Total  | Relatório |
| ----- | ----- | -------------------- | ------ | -------------------- | ----- | ----- | ----- | ----- | ----- | ------ | --------- |
| 7 jul | 17:30 | Países Baixos        | 3–0    | República Dominicana | 25–21 | 25–19 | 25–21 |       |       | 75–61  | Relatório |
| 7 jul | 20:30 | Japão                | 3–2    | Tailândia            | 25–19 | 18–25 | 25–14 | 22–25 | 15–9  | 105–92 | Relatório |
| 8 jul | 17:30 | Países Baixos        | 3–0    | Tailândia            | 25–20 | 26–24 | 25–16 |       |       | 76–60  | Relatório |
| 8 jul | 20:30 | República Dominicana | 3–1    | Japão                | 25–20 | 25–19 | 24–26 | 29–27 |       | 103–92 | Relatório |
| 9 jul | 17:30 | Países Baixos        | 2–3    | Japão                | 25–17 | 25–21 | 18–25 | 22–25 | 9–15  | 99–103 | Relatório |
| 9 jul | 20:30 | Tailândia            | 1–3    | República Dominicana | 22–25 | 25–22 | 22–25 | 18–25 |       | 87–97  | Relatório |

Grupo D1
- Local:  Kamei Arena Sendai, Sendai, Japão

| Data   | Hora  |        | Placar |           | Set 1 | Set 2 | Set 3 | Set 4 | Set 5 | Total   | Relatório |
| ------ | ----- | ------ | ------ | --------- | ----- | ----- | ----- | ----- | ----- | ------- | --------- |
| 14 jul | 15:40 | Brasil | 3–0    | Sérvia    | 26–24 | 25–17 | 25–22 |       |       | 76–63   | Relatório |
| 14 jul | 19:10 | Japão  | 3–1    | Tailândia | 25–19 | 17–25 | 25–18 | 25–19 |       | 92–81   | Relatório |
| 15 jul | 14:10 | Japão  | 0–3    | Sérvia    | 21–25 | 20–25 | 20–25 |       |       | 61–75   | Relatório |
| 15 jul | 17:10 | Brasil | 0–3    | Tailândia | 22–25 | 21–25 | 27–29 |       |       | 70–79   | Relatório |
| 16 jul | 13:15 | Japão  | 3–2    | Brasil    | 25–22 | 26–24 | 19–25 | 20–25 | 17–15 | 107–111 | Relatório |
| 16 jul | 16:25 | Sérvia | 3–1    | Tailândia | 25–17 | 23–25 | 25–16 | 25–19 |       | 98–77   | Relatório |

Grupo E1
- Local:  Fórum de Macau, Macau, China

| Data   | Hora  |                | Placar |                | Set 1 | Set 2 | Set 3 | Set 4 | Set 5 | Total   | Relatório |
| ------ | ----- | -------------- | ------ | -------------- | ----- | ----- | ----- | ----- | ----- | ------- | --------- |
| 14 jul | 16:00 | Estados Unidos | 3–1    | Turquia        | 25–21 | 24–26 | 25–19 | 25–12 |       | 99–78   | Relatório |
| 14 jul | 20:00 | China          | 0–3    | Itália         | 19–25 | 22–25 | 21–25 |       |       | 62–75   | Relatório |
| 15 jul | 14:30 | Estados Unidos | 2–3    | Itália         | 22–25 | 25–22 | 21–25 | 25–13 | 13–15 | 106–100 | Relatório |
| 15 jul | 17:30 | China          | 3–1    | Turquia        | 25–23 | 19–25 | 25–23 | 25–23 |       | 94–94   | Relatório |
| 16 jul | 13:00 | Itália         | 3–0    | Turquia        | 25–13 | 25–20 | 25–14 |       |       | 75–47   | Relatório |
| 16 jul | 15:30 | China          | 3–2    | Estados Unidos | 25–27 | 25–23 | 25–21 | 23–25 | 15–11 | 113–107 | Relatório |

Grupo F1
- Local:  DS Yantarny, Ecaterimburgo, Rússia

| Data   | Hora  |                      | Placar |                      | Set 1 | Set 2 | Set 3 | Set 4 | Set 5 | Total   | Relatório |
| ------ | ----- | -------------------- | ------ | -------------------- | ----- | ----- | ----- | ----- | ----- | ------- | --------- |
| 14 jul | 16:40 | Países Baixos        | 3–0    | Bélgica              | 25–22 | 25–19 | 25–21 |       |       | 75–62   | Relatório |
| 14 jul | 19:10 | Rússia               | 3–1    | República Dominicana | 16–25 | 25–23 | 25–21 | 25–14 |       | 91–83   | Relatório |
| 15 jul | 16:40 | Países Baixos        | 3–2    | República Dominicana | 23–25 | 22–25 | 25–22 | 25–23 | 15–8  | 110–103 | Relatório |
| 15 jul | 19:30 | Rússia               | 3–0    | Bélgica              | 26–24 | 25–14 | 25–22 |       |       | 76–60   | Relatório |
| 16 jul | 16:40 | República Dominicana | 3–2    | Bélgica              | 25–13 | 21–25 | 25–21 | 18–25 | 15–11 | 104–95  | Relatório |
| 16 jul | 19:25 | Rússia               | 0–3    | Países Baixos        | 18–25 | 22–25 | 16–25 |       |       | 56–75   | Relatório |

Grupo G1
- Local:  Hong Kong Coliseum, Hong Kong, China

| Data   | Hora  |        | Placar |        | Set 1 | Set 2 | Set 3 | Set 4 | Set 5 | Total   | Relatório |
| ------ | ----- | ------ | ------ | ------ | ----- | ----- | ----- | ----- | ----- | ------- | --------- |
| 21 jul | 18:30 | Sérvia | 3–0    | Rússia | 26–24 | 25–14 | 25–19 |       |       | 76–57   | Relatório |
| 21 jul | 21:00 | China  | 3–1    | Japão  | 25–19 | 25–20 | 33–35 | 25–21 |       | 108–95  | Relatório |
| 22 jul | 13:15 | Japão  | 3–2    | Sérvia | 21–25 | 20–25 | 25–23 | 25–20 | 15–12 | 106–105 | Relatório |
| 22 jul | 15:45 | China  | 1–3    | Rússia | 23–25 | 25–22 | 18–25 | 26–28 |       | 92–100  | Relatório |
| 23 jul | 13:15 | Japão  | 3–2    | Rússia | 23–25 | 19–25 | 25–20 | 25–22 | 15–10 | 107–102 | Relatório |
| 23 jul | 16:10 | China  | 1–3    | Sérvia | 21–25 | 20–25 | 25–18 | 15–25 |       | 81–93   | Relatório |

Grupo H1
- Local:  Estádio Indoor Huamark, Bangcoc, Tailândia

| Data   | Hora  |                      | Placar |                      | Set 1 | Set 2 | Set 3 | Set 4 | Set 5 | Total   | Relatório |
| ------ | ----- | -------------------- | ------ | -------------------- | ----- | ----- | ----- | ----- | ----- | ------- | --------- |
| 21 jul | 15:00 | Itália               | 3–1    | Turquia              | 25–17 | 20–25 | 25–21 | 32–30 |       | 102–93  | Relatório |
| 21 jul | 18:05 | Tailândia            | 2–3    | República Dominicana | 25–17 | 21–25 | 26–24 | 21–25 | 7–15  | 100–106 | Relatório |
| 22 jul | 15:00 | Itália               | 3–0    | República Dominicana | 25–20 | 25–22 | 25–15 |       |       | 75–57   | Relatório |
| 22 jul | 18:00 | Tailândia            | 3–0    | Turquia              | 25–20 | 25–22 | 25–11 |       |       | 75–53   | Relatório |
| 23 jul | 15:00 | República Dominicana | 0–3    | Turquia              | 14–25 | 31–33 | 23–25 |       |       | 68–83   | Relatório |
| 23 jul | 18:00 | Tailândia            | 3–0    | Itália               | 25–13 | 25–21 | 25–20 |       |       | 75–54   | Relatório |

Grupo I1
- Local:  Ginásio Aecim Tocantins, Cuiabá, Brasil

| Data   | Hora  |                | Placar |                | Set 1 | Set 2 | Set 3 | Set 4 | Set 5 | Total  | Relatório |
| ------ | ----- | -------------- | ------ | -------------- | ----- | ----- | ----- | ----- | ----- | ------ | --------- |
| 20 jul | 14:05 | Brasil         | 3–0    | Bélgica        | 28–26 | 25–19 | 25–20 |       |       | 78–65  | Relatório |
| 20 jul | 16:15 | Estados Unidos | 3–1    | Países Baixos  | 25–15 | 23–25 | 28–26 | 25–21 |       | 101–87 | Relatório |
| 21 jul | 14:05 | Brasil         | 3–1    | Países Baixos  | 25–17 | 25–14 | 18–25 | 25–19 |       | 93–75  | Relatório |
| 21 jul | 16:40 | Estados Unidos | 3–1    | Bélgica        | 25–14 | 16–25 | 25–19 | 26–24 |       | 92–82  | Relatório |
| 23 jul | 9:10  | Brasil         | 3–1    | Estados Unidos | 25–20 | 25–13 | 18–25 | 25–18 |       | 93–76  | Relatório |
| 23 jul | 11:50 | Bélgica        | 2–3    | Países Baixos  | 27–29 | 25–18 | 12–25 | 25–22 | 8–15  | 97–109 | Relatório |

### Segundo Grupo
Todas as partidas seguem o horário local.
|     |               |     | Jogos | Jogos | Jogos | Resultados | Resultados | Resultados | Resultados | Resultados | Resultados | Sets | Sets | Sets  | Pontos | Pontos | Pontos |
| Pos | Equipe        | Pts | T     | V     | D     | 3–0        | 3–1        | 3–2        | 2–3        | 1–3        | 0–3        | V    | P    | R     | V      | P      | R      |
| --- | ------------- | --- | ----- | ----- | ----- | ---------- | ---------- | ---------- | ---------- | ---------- | ---------- | ---- | ---- | ----- | ------ | ------ | ------ |
| 1   | Coreia do Sul | 25  | 9     | 8     | 1     | 6          | 2          | 0          | 1          | 0          | 0          | 26   | 5    | 5.200 | 736    | 622    | 1.183  |
| 2   | Alemanha      | 23  | 9     | 8     | 1     | 6          | 1          | 1          | 0          | 1          | 0          | 25   | 6    | 4.167 | 737    | 602    | 1.224  |
| 3   | Polônia       | 21  | 9     | 7     | 2     | 6          | 1          | 0          | 0          | 1          | 1          | 22   | 7    | 3.143 | 709    | 553    | 1.282  |
| 4   | Chéquia       | 19  | 9     | 7     | 2     | 1          | 4          | 2          | 0          | 0          | 2          | 21   | 14   | 1.500 | 775    | 764    | 1.014  |
| 5   | Bulgária      | 16  | 9     | 5     | 4     | 2          | 1          | 2          | 3          | 1          | 0          | 22   | 17   | 1.294 | 852    | 820    | 1.039  |
| 6   | Porto Rico    | 12  | 9     | 5     | 4     | 1          | 1          | 3          | 0          | 2          | 2          | 17   | 19   | 0.895 | 782    | 796    | 0.982  |
| 7   | Colômbia      | 12  | 9     | 4     | 5     | 2          | 2          | 0          | 0          | 0          | 5          | 12   | 17   | 0.706 | 634    | 664    | 0.955  |
| 8   | Canadá        | 11  | 9     | 3     | 6     | 1          | 2          | 0          | 2          | 2          | 2          | 15   | 20   | 0.750 | 774    | 745    | 1.039  |
| 9   | Peru          | 9   | 9     | 3     | 6     | 1          | 2          | 0          | 0          | 4          | 2          | 13   | 20   | 0.650 | 737    | 768    | 0.960  |
| 10  | Argentina     | 8   | 9     | 2     | 7     | 1          | 1          | 0          | 2          | 1          | 4          | 11   | 22   | 0.500 | 688    | 735    | 0.936  |
| 11  | Croácia       | 3   | 9     | 1     | 8     | 0          | 0          | 1          | 1          | 4          | 3          | 9    | 26   | 0.346 | 646    | 844    | 0.765  |
| 12  | Cazaquistão   | 3   | 9     | 1     | 8     | 0          | 1          | 0          | 0          | 2          | 6          | 5    | 25   | 0.200 | 567    | 724    | 0.783  |

Grupo A2
- Local:  Bulstrad Arena, Ruse, Bulgária

| Data  | Hora  |               | Placar |               | Set 1 | Set 2 | Set 3 | Set 4 | Set 5 | Total   | Relatório |
| ----- | ----- | ------------- | ------ | ------------- | ----- | ----- | ----- | ----- | ----- | ------- | --------- |
| 7 jul | 16:40 | Coreia do Sul | 3–1    | Alemanha      | 19–25 | 25–23 | 25–18 | 25–23 |       | 94–89   | Relatório |
| 7 jul | 20:10 | Bulgária      | 3–0    | Cazaquistão   | 25–22 | 25–19 | 25–14 |       |       | 75–55   | Relatório |
| 8 jul | 16:40 | Alemanha      | 3–0    | Cazaquistão   | 25–13 | 25–21 | 25–17 |       |       | 75–51   | Relatório |
| 8 jul | 20:10 | Bulgária      | 3–2    | Coreia do Sul | 20–25 | 25–15 | 25–14 | 22–25 | 15–8  | 107–87  | Relatório |
| 9 jul | 16:40 | Cazaquistão   | 0–3    | Coreia do Sul | 12–25 | 19–25 | 14–25 |       |       | 45–75   | Relatório |
| 9 jul | 20:10 | Bulgária      | 2–3    | Alemanha      | 22–25 | 25–20 | 20–25 | 25–17 | 13–15 | 105–102 | Relatório |

Grupo B2
- Local:  Estádio Ruca Che, Neuquén, Argentina

| Data  | Hora  |           | Placar |         | Set 1 | Set 2 | Set 3 | Set 4 | Set 5 | Total   | Relatório |
| ----- | ----- | --------- | ------ | ------- | ----- | ----- | ----- | ----- | ----- | ------- | --------- |
| 7 jul | 18:10 | Croácia   | 0–3    | Polônia | 10–25 | 9–25  | 18–25 |       |       | 37–75   | Relatório |
| 7 jul | 21:10 | Argentina | 0–3    | Canadá  | 18–25 | 14–25 | 20–25 |       |       | 52–75   | Relatório |
| 8 jul | 16:00 | Polônia   | 3–0    | Canadá  | 25–22 | 25–9  | 25–23 |       |       | 75–54   | Relatório |
| 8 jul | 19:00 | Argentina | 2–3    | Croácia | 25–20 | 28–30 | 25–15 | 22–25 | 14–16 | 114–106 | Relatório |
| 9 jul | 16:00 | Canadá    | 3–1    | Croácia | 23–25 | 25–11 | 25–11 | 25–18 |       | 98–65   | Relatório |
| 9 jul | 19:00 | Argentina | 0–3    | Polônia | 21–25 | 19–25 | 14–25 |       |       | 54–75   | Relatório |

Grupo C2
- Local:  Coliseo Cerrado de Chiclayo, Chiclayo, Peru

| Data  | Hora  |            | Placar |            | Set 1 | Set 2 | Set 3 | Set 4 | Set 5 | Total  | Relatório |
| ----- | ----- | ---------- | ------ | ---------- | ----- | ----- | ----- | ----- | ----- | ------ | --------- |
| 7 jul | 16:35 | Chéquia    | 3–0    | Colômbia   | 25–23 | 25–21 | 25–20 |       |       | 75–64  | Relatório |
| 7 jul | 19:05 | Peru       | 3–1    | Porto Rico | 17–25 | 25–15 | 25–19 | 25–21 |       | 92–80  | Relatório |
| 8 jul | 15:35 | Porto Rico | 1–3    | Chéquia    | 20–25 | 28–26 | 21–25 | 18–25 |       | 87–101 | Relatório |
| 8 jul | 18:05 | Peru       | 3–0    | Colômbia   | 25–15 | 25–21 | 26–24 |       |       | 76–60  | Relatório |
| 9 jul | 16:35 | Porto Rico | 0–3    | Colômbia   | 16–25 | 12–25 | 24–26 |       |       | 52–76  | Relatório |
| 9 jul | 19:05 | Peru       | 1–3    | Chéquia    | 24–26 | 25–21 | 22–25 | 23–25 |       | 94–97  | Relatório |

Grupo D2
- Local:  Palácio Esportivo Baluan Sholak, Almaty, Cazaquistão

| Data   | Hora  |             | Placar |          | Set 1 | Set 2 | Set 3 | Set 4 | Set 5 | Total  | Relatório |
| ------ | ----- | ----------- | ------ | -------- | ----- | ----- | ----- | ----- | ----- | ------ | --------- |
| 14 jul | 14:00 | Colômbia    | 3–1    | Croácia  | 25–22 | 25–27 | 25–19 | 25–20 |       | 100–88 | Relatório |
| 14 jul | 17:10 | Cazaquistão | 1–3    | Alemanha | 25–20 | 18–25 | 17–25 | 21–25 |       | 81–95  | Relatório |
| 15 jul | 14:10 | Croácia     | 0–3    | Alemanha | 24–26 | 15–25 | 6–25  |       |       | 45–76  | Relatório |
| 15 jul | 17:10 | Cazaquistão | 1–3    | Colômbia | 21–25 | 25–20 | 25–27 | 16–25 |       | 87–97  | Relatório |
| 16 jul | 14:10 | Alemanha    | 3–0    | Colômbia | 25–16 | 25–16 | 25–23 |       |       | 75–55  | Relatório |
| 16 jul | 17:10 | Cazaquistão | 3–1    | Croácia  | 25–22 | 22–25 | 25–20 | 25–15 |       | 97–82  | Relatório |

Grupo E2
- Local:  Hala sportowo-widowiskowa KSZO, Ostrowiec Świętokrzyski, Polônia

| Data   | Hora  |               | Placar |               | Set 1 | Set 2 | Set 3 | Set 4 | Set 5 | Total  | Relatório |
| ------ | ----- | ------------- | ------ | ------------- | ----- | ----- | ----- | ----- | ----- | ------ | --------- |
| 14 jul | 17:25 | Argentina     | 0–3    | Coreia do Sul | 25–27 | 22–25 | 8–25  |       |       | 55–77  | Relatório |
| 14 jul | 20:25 | Polônia       | 3–1    | Peru          | 22–25 | 25–17 | 27–25 | 27–25 |       | 101–92 | Relatório |
| 15 jul | 17:25 | Coreia do Sul | 3–0    | Peru          | 26–24 | 27–25 | 25–15 |       |       | 78–64  | Relatório |
| 15 jul | 20:25 | Polônia       | 3–0    | Argentina     | 25–10 | 26–24 | 25–15 |       |       | 76–49  | Relatório |
| 16 jul | 17:25 | Peru          | 3–1    | Argentina     | 25–18 | 18–25 | 25–23 | 25–19 |       | 93–85  | Relatório |
| 16 jul | 20:25 | Polônia       | 1–3    | Coreia do Sul | 26–24 | 23–25 | 19–25 | 24–26 |       | 92–100 | Relatório |

Grupo F2
- Local:  Coliseu Roberto Clemente, San Juan, Porto Rico

| Data   | Hora  |            | Placar |          | Set 1 | Set 2 | Set 3 | Set 4 | Set 5 | Total   | Relatório |
| ------ | ----- | ---------- | ------ | -------- | ----- | ----- | ----- | ----- | ----- | ------- | --------- |
| 14 jul | 17:10 | Chéquia    | 3–2    | Bulgária | 25–27 | 25–20 | 12–25 | 25–14 | 15–9  | 102–95  | Relatório |
| 14 jul | 20:10 | Porto Rico | 3–2    | Canadá   | 25–20 | 25–21 | 22–25 | 20–25 | 15–13 | 107–104 | Relatório |
| 15 jul | 17:10 | Bulgária   | 3–1    | Canadá   | 15–25 | 30–28 | 31–29 | 25–21 |       | 101–103 | Relatório |
| 15 jul | 20:10 | Porto Rico | 3–0    | Chéquia  | 25–20 | 25–21 | 25–17 |       |       | 75–58   | Relatório |
| 16 jul | 15:10 | Chéquia    | 3–2    | Canadá   | 25–22 | 18–25 | 16–25 | 25–23 | 15–11 | 99–106  | Relatório |
| 16 jul | 18:10 | Porto Rico | 3–2    | Bulgária | 26–24 | 22–25 | 25–18 | 33–35 | 15–7  | 121–109 | Relatório |

Grupo G2
- Local:  Richmond Olympic Oval, Richmond, Canadá

| Data   | Hora  |          | Placar |          | Set 1 | Set 2 | Set 3 | Set 4 | Set 5 | Total | Relatório |
| ------ | ----- | -------- | ------ | -------- | ----- | ----- | ----- | ----- | ----- | ----- | --------- |
| 21 jul | 18:10 | Canadá   | 0–3    | Alemanha | 17–25 | 18–25 | 20–25 |       |       | 55–75 | Relatório |
| 21 jul | 20:10 | Peru     | 1–3    | Chéquia  | 23–25 | 25–22 | 19–25 | 17–25 |       | 84–97 | Relatório |
| 22 jul | 12:40 | Canadá   | 3–1    | Peru     | 20–25 | 25–17 | 25–17 | 25–21 |       | 95–80 | Relatório |
| 22 jul | 15:20 | Chéquia  | 0–3    | Alemanha | 18–25 | 21–25 | 15–25 |       |       | 54–75 | Relatório |
| 23 jul | 12:40 | Canadá   | 1–3    | Chéquia  | 21–25 | 22–25 | 25–17 | 16–25 |       | 84–92 | Relatório |
| 23 jul | 15:15 | Alemanha | 3–0    | Peru     | 25–18 | 25–21 | 25–23 |       |       | 75–62 | Relatório |

Grupo H2
- Local:  Ginásio Suwon, Suwon, Coreia do Sul

| Data   | Hora  |               | Placar |             | Set 1 | Set 2 | Set 3 | Set 4 | Set 5 | Total | Relatório |
| ------ | ----- | ------------- | ------ | ----------- | ----- | ----- | ----- | ----- | ----- | ----- | --------- |
| 21 jul | 16:00 | Coreia do Sul | 3–0    | Cazaquistão | 25–12 | 25–14 | 25–17 |       |       | 75–43 | Relatório |
| 21 jul | 19:00 | Colômbia      | 0–3    | Polônia     | 15–25 | 14–25 | 16–25 |       |       | 45–75 | Relatório |
| 22 jul | 14:00 | Coreia do Sul | 3–0    | Colômbia    | 25–23 | 25–20 | 25–19 |       |       | 75–62 | Relatório |
| 22 jul | 16:30 | Polônia       | 3–0    | Cazaquistão | 25–12 | 25–21 | 25–14 |       |       | 75–47 | Relatório |
| 23 jul | 14:00 | Coreia do Sul | 3–0    | Polônia     | 25–23 | 25–20 | 25–22 |       |       | 75–65 | Relatório |
| 23 jul | 16:30 | Cazaquistão   | 0–3    | Colômbia    | 22–25 | 19–25 | 20–25 |       |       | 61–75 | Relatório |

Grupo I2
- Local:  Marino Cvetković, Opatija, Croácia

| Data   | Hora  |            | Placar |            | Set 1 | Set 2 | Set 3 | Set 4 | Set 5 | Total   | Relatório |
| ------ | ----- | ---------- | ------ | ---------- | ----- | ----- | ----- | ----- | ----- | ------- | --------- |
| 21 jul | 16:00 | Bulgária   | 1–3    | Porto Rico | 25–17 | 16–25 | 18–25 | 26–28 |       | 85–95   | Relatório |
| 21 jul | 19:00 | Croácia    | 1–3    | Argentina  | 28–26 | 19–25 | 16–25 | 13–25 |       | 76–101  | Relatório |
| 22 jul | 16:00 | Porto Rico | 0–3    | Argentina  | 21–25 | 15–25 | 21–25 |       |       | 57–75   | Relatório |
| 22 jul | 19:00 | Croácia    | 0–3    | Bulgária   | 18–25 | 17–25 | 17–25 |       |       | 52–75   | Relatório |
| 23 jul | 16:00 | Bulgária   | 3–2    | Argentina  | 25–22 | 17–25 | 18–25 | 25–19 | 15–12 | 100–103 | Relatório |
| 23 jul | 19:00 | Croácia    | 2–3    | Porto Rico | 19–25 | 20–25 | 26–24 | 25–19 | 6–15  | 96–108  | Relatório |

### Terceiro Grupo
Todas as partidas seguem o horário local.
|     |                   |     | Jogos | Jogos | Jogos | Resultados | Resultados | Resultados | Resultados | Resultados | Resultados | Sets | Sets | Sets   | Pontos | Pontos | Pontos |
| Pos | Equipe            | Pts | T     | V     | D     | 3–0        | 3–1        | 3–2        | 2–3        | 1–3        | 0–3        | V    | P    | R      | V      | P      | R      |
| --- | ----------------- | --- | ----- | ----- | ----- | ---------- | ---------- | ---------- | ---------- | ---------- | ---------- | ---- | ---- | ------ | ------ | ------ | ------ |
| 1   | Hungria           | 18  | 6     | 6     | 0     | 5          | 1          | 0          | 0          | 0          | 0          | 18   | 1    | 18,000 | 475    | 341    | 1.393  |
| 2   | França            | 16  | 6     | 6     | 0     | 3          | 1          | 2          | 0          | 0          | 0          | 18   | 5    | 3.600  | 539    | 448    | 1.203  |
| 3   | Venezuela         | 13  | 6     | 4     | 2     | 4          | 0          | 0          | 1          | 0          | 1          | 14   | 6    | 2.333  | 457    | 416    | 1.099  |
| 4   | México            | 9   | 6     | 3     | 3     | 1          | 2          | 0          | 0          | 0          | 3          | 9    | 11   | 0.818  | 444    | 442    | 1.005  |
| 5   | Camarões          | 8   | 6     | 3     | 3     | 1          | 1          | 1          | 0          | 1          | 2          | 10   | 12   | 0.833  | 471    | 480    | 0.981  |
| 6   | Austrália         | 4   | 6     | 1     | 5     | 1          | 0          | 0          | 1          | 4          | 0          | 9    | 15   | 0.600  | 514    | 544    | 0.945  |
| 7   | Trinidad e Tobago | 4   | 6     | 1     | 5     | 0          | 1          | 0          | 1          | 1          | 3          | 6    | 16   | 0.375  | 432    | 506    | 0.854  |
| 8   | Argélia           | 0   | 6     | 0     | 6     | 0          | 0          | 0          | 0          | 0          | 6          | 0    | 18   | 0,000  | 298    | 453    | 0.658  |

Grupo A3
- Local:  Gimnasio Olímpico, Aguascalientes, México

| Data  | Hora  |           | Placar |                   | Set 1 | Set 2 | Set 3 | Set 4 | Set 5 | Total  | Relatório |
| ----- | ----- | --------- | ------ | ----------------- | ----- | ----- | ----- | ----- | ----- | ------ | --------- |
| 7 jul | 18:00 | Hungria   | 3–0    | Trinidad e Tobago | 25–21 | 25–20 | 25–16 |       |       | 75–57  | Relatório |
| 7 jul | 20:15 | México    | 3–1    | Austrália         | 22–25 | 25–22 | 25–18 | 25–23 |       | 97–88  | Relatório |
| 8 jul | 18:00 | Austrália | 1–3    | Hungria           | 17–25 | 21–25 | 27–25 | 19–25 |       | 84–100 | Relatório |
| 8 jul | 20:30 | México    | 3–1    | Trinidad e Tobago | 22–25 | 25–17 | 25–19 | 25–10 |       | 97–71  | Relatório |
| 9 jul | 18:00 | Austrália | 3–0    | Trinidad e Tobago | 25–20 | 25–12 | 25–23 |       |       | 75–55  | Relatório |
| 9 jul | 20:00 | México    | 0–3    | Hungria           | 21–25 | 22–25 | 18–25 |       |       | 61–75  | Relatório |

Grupo B3
- Local:  Complexo Esportivo de Yaoundé, Yaoundé, Camarões

| Data  | Hora  |          | Placar |           | Set 1 | Set 2 | Set 3 | Set 4 | Set 5 | Total  | Relatório |
| ----- | ----- | -------- | ------ | --------- | ----- | ----- | ----- | ----- | ----- | ------ | --------- |
| 7 jul | 16:00 | França   | 3–2    | Venezuela | 24–26 | 25–12 | 19–25 | 25–21 | 15–10 | 108–94 | Relatório |
| 7 jul | 18:50 | Camarões | 3–0    | Argélia   | 25–22 | 25–11 | 25–22 |       |       | 75–55  | Relatório |
| 8 jul | 16:00 | França   | 3–0    | Argélia   | 25–14 | 25–11 | 25–19 |       |       | 75–44  | Relatório |
| 8 jul | 18:00 | Camarões | 0–3    | Venezuela | 19–25 | 22–25 | 15–25 |       |       | 56–75  | Relatório |
| 9 jul | 16:00 | Argélia  | 0–3    | Venezuela | 15–25 | 17–25 | 15–25 |       |       | 47–75  | Relatório |
| 9 jul | 18:00 | Camarões | 1–3    | França    | 16–25 | 27–25 | 19–25 | 16–25 |       | 78–100 | Relatório |

Grupo C3
- Local:  Poliedro de Caracas, Caracas, Venezuela

| Data   | Hora  |           | Placar |         | Set 1 | Set 2 | Set 3 | Set 4 | Set 5 | Total | Relatório |
| ------ | ----- | --------- | ------ | ------- | ----- | ----- | ----- | ----- | ----- | ----- | --------- |
| 14 jul | 16:00 | México    | 0–3    | Hungria | 14–25 | 20–25 | 13–25 |       |       | 47–75 | Relatório |
| 14 jul | 19:00 | Venezuela | 3–0    | Argélia | 28–26 | 25–18 | 25–18 |       |       | 78–62 | Relatório |
| 15 jul | 16:00 | Argélia   | 0–3    | Hungria | 7–25  | 9–25  | 16–25 |       |       | 32–75 | Relatório |
| 15 jul | 19:00 | Venezuela | 3–0    | México  | 25–22 | 25–22 | 25–23 |       |       | 75–67 | Relatório |
| 16 jul | 16:00 | México    | 3–0    | Argélia | 25–19 | 25–20 | 25–19 |       |       | 75–58 | Relatório |
| 16 jul | 19:00 | Venezuela | 0–3    | Hungria | 18–25 | 19–25 | 23–25 |       |       | 60–75 | Relatório |

Grupo D3
- Local:  National Cycling Center, Port of Spain, Trinidad e Tobago

| Data   | Hora  |                   | Placar |           | Set 1 | Set 2 | Set 3 | Set 4 | Set 5 | Total   | Relatório |
| ------ | ----- | ----------------- | ------ | --------- | ----- | ----- | ----- | ----- | ----- | ------- | --------- |
| 14 jul | 17:30 | Camarões          | 0–3    | França    | 21–25 | 22–25 | 23–25 |       |       | 66–75   | Relatório |
| 14 jul | 20:00 | Trinidad e Tobago | 3–1    | Austrália | 16–25 | 25–18 | 26–24 | 25–17 |       | 92–84   | Relatório |
| 15 jul | 17:30 | Camarões          | 3–1    | Austrália | 19–25 | 25–21 | 25–15 | 25–19 |       | 94–80   | Relatório |
| 15 jul | 20:00 | Trinidad e Tobago | 0–3    | França    | 20–25 | 22–25 | 20–25 |       |       | 62–75   | Relatório |
| 16 jul | 17:30 | França            | 3–2    | Austrália | 17–25 | 25–18 | 25–23 | 24–26 | 15–12 | 106–104 | Relatório |
| 16 jul | 20:15 | Trinidad e Tobago | 2–3    | Camarões  | 18–25 | 25–18 | 17–25 | 25–18 | 10–15 | 95–101  | Relatório |

## Fase final

### Grupo 3
- Local:  AIS Arena, Camberra, Austrália
- As partidas seguem o horário local (UTC+10).

|  | Semifinais  | Semifinais  |   |             | Final          | Final |  |
|  |             |             |   |             |                |       |  |
|  | 22 de julho |             |   |             |                |       |  |
|  | Hungria     | 3           |   |             |                |       |  |
|  | França      | 2           |   |             |                |       |  |
|  |             |             |   |             |                |       |  |
|  |             |             |   |             | 23 de julho    |       |  |
|  |             |             |   |             | Hungria        | 3     |  |
|  |             | Austrália   | 0 |             |                |       |  |
|  |             |             |   |             |                |       |  |
|  |             |             |   |             |                |       |  |
|  |             |             |   |             | Terceiro lugar |       |  |
|  | 22 de julho | 22 de julho |   | 23 de julho | 23 de julho    |       |  |
|  | Austrália   | 3           |   | França      | 3              |       |  |
|  | Venezuela   | 0           |   |             | Venezuela      | 0     |  |

Semifinais
| Data   | Hora  |           | Placar |           | Set 1 | Set 2 | Set 3 | Set 4 | Set 5 | Total  | Relatório |
| ------ | ----- | --------- | ------ | --------- | ----- | ----- | ----- | ----- | ----- | ------ | --------- |
| 22 jul | 16:10 | Hungria   | 3–2    | França    | 24–26 | 25–18 | 21–25 | 25–15 | 15–11 | 110–95 | Relatório |
| 22 jul | 19:10 | Austrália | 3–0    | Venezuela | 25–0  | 25–0  | 25–0  |       |       | 75–0   | W.O.1     |

1 Venezuela não chegou a tempo para a partida contra a Austrália e foi considerada perdedora da partida.
Terceiro lugar
| Data   | Hora  |        | Placar |           | Set 1 | Set 2 | Set 3 | Set 4 | Set 5 | Total | Relatório |
| ------ | ----- | ------ | ------ | --------- | ----- | ----- | ----- | ----- | ----- | ----- | --------- |
| 23 jul | 13:10 | França | 3–0    | Venezuela | 25–0  | 25–0  | 25–0  |       |       | 75–0  | W.O.1     |

1 Venezuela não chegou a tempo para a partida contra a França e foi considerada perdedora da partida.
Final
| Data   | Hora  |         | Placar |           | Set 1 | Set 2 | Set 3 | Set 4 | Set 5 | Total | Relatório |
| ------ | ----- | ------- | ------ | --------- | ----- | ----- | ----- | ----- | ----- | ----- | --------- |
| 23 jul | 16:10 | Hungria | 3–0    | Austrália | 25–18 | 25–18 | 25–20 |       |       | 75–56 | Relatório |

### Grupo 2
- Local:  Estádio de Inverno Ostrava-Poruba, Ostrava, República Checa
- As partidas seguem o horário local (UTC+2).

|  | Semifinais    | Semifinais  |   |             | Final          | Final |  |
|  |               |             |   |             |                |       |  |
|  | 29 de julho   |             |   |             |                |       |  |
|  | Coreia do Sul | 3           |   |             |                |       |  |
|  | Alemanha      | 2           |   |             |                |       |  |
|  |               |             |   |             |                |       |  |
|  |               |             |   |             | 30 de julho    |       |  |
|  |               |             |   |             | Coreia do Sul  | 0     |  |
|  |               | Polônia     | 3 |             |                |       |  |
|  |               |             |   |             |                |       |  |
|  |               |             |   |             |                |       |  |
|  |               |             |   |             | Terceiro lugar |       |  |
|  | 29 de julho   | 29 de julho |   | 30 de julho | 30 de julho    |       |  |
|  | Chéquia       | 1           |   | Alemanha    | 3              |       |  |
|  | Polônia       | 3           |   |             | Chéquia        | 1     |  |

Semifinais
| Data   | Hora  |               | Placar |          | Set 1 | Set 2 | Set 3 | Set 4 | Set 5 | Total  | Relatório |
| ------ | ----- | ------------- | ------ | -------- | ----- | ----- | ----- | ----- | ----- | ------ | --------- |
| 29 jul | 16:10 | Coreia do Sul | 3–2    | Alemanha | 19–25 | 13–25 | 25–21 | 25–18 | 15–12 | 97–101 | Relatório |
| 29 jul | 19:20 | Chéquia       | 1–3    | Polônia  | 27–25 | 20–25 | 21–25 | 20–25 |       | 88–100 | Relatório |

Terceiro lugar
| Data   | Hora  |          | Placar |         | Set 1 | Set 2 | Set 3 | Set 4 | Set 5 | Total | Relatório |
| ------ | ----- | -------- | ------ | ------- | ----- | ----- | ----- | ----- | ----- | ----- | --------- |
| 30 jul | 15:10 | Alemanha | 3–1    | Chéquia | 25–23 | 17–25 | 25–20 | 25–23 |       | 92–91 | Relatório |

Final
| Data   | Hora  |               | Placar |         | Set 1 | Set 2 | Set 3 | Set 4 | Set 5 | Total | Relatório |
| ------ | ----- | ------------- | ------ | ------- | ----- | ----- | ----- | ----- | ----- | ----- | --------- |
| 30 jul | 18:10 | Coreia do Sul | 0–3    | Polônia | 19–25 | 21–25 | 21–25 |       |       | 61–75 | Relatório |

### Grupo 1
- Local:  Ginásio do Centro de Desportos Olímpicos de Nanjing, Nanquim, China
- As partidas seguem o horário local (UTC+8).

#### Grupo J1
|     |               |     | Jogos | Jogos | Jogos | Resultados | Resultados | Resultados | Resultados | Resultados | Resultados | Sets | Sets | Sets  | Pontos | Pontos | Pontos |
| Pos | Equipe        | Pts | T     | V     | D     | 3–0        | 3–1        | 3–2        | 2–3        | 1–3        | 0–3        | V    | P    | R     | V      | P      | R      |
| --- | ------------- | --- | ----- | ----- | ----- | ---------- | ---------- | ---------- | ---------- | ---------- | ---------- | ---- | ---- | ----- | ------ | ------ | ------ |
| 1   | China         | 5   | 2     | 2     | 0     | 1          | 0          | 1          | 0          | 0          | 0          | 6    | 2    | 3,000 | 190    | 178    | 1.067  |
| 2   | Brasil        | 2   | 2     | 1     | 1     | 0          | 0          | 1          | 0          | 0          | 1          | 3    | 5    | 0.600 | 178    | 187    | 0.952  |
| 3   | Países Baixos | 2   | 2     | 0     | 2     | 0          | 0          | 0          | 2          | 0          | 0          | 4    | 6    | 0.667 | 220    | 223    | 0.987  |

| Data  | Hora  |        | Placar |               | Set 1 | Set 2 | Set 3 | Set 4 | Set 5 | Total   | Relatório |
| ----- | ----- | ------ | ------ | ------------- | ----- | ----- | ----- | ----- | ----- | ------- | --------- |
| 2 ago | 19:30 | China  | 3–0    | Brasil        | 25–22 | 25–17 | 29–27 |       |       | 79–66   | Relatório |
| 3 ago | 19:30 | Brasil | 3–2    | Países Baixos | 25–27 | 25–23 | 22–25 | 25–22 | 15–11 | 112–108 | Relatório |
| 4 ago | 19:30 | China  | 3–2    | Países Baixos | 25–23 | 23–25 | 25–23 | 20–25 | 18–16 | 111–112 | Relatório |

#### Grupo K1
|     |                |     | Jogos | Jogos | Jogos | Resultados | Resultados | Resultados | Resultados | Resultados | Resultados | Sets | Sets | Sets  | Pontos | Pontos | Pontos |
| Pos | Equipe         | Pts | T     | V     | D     | 3–0        | 3–1        | 3–2        | 2–3        | 1–3        | 0–3        | V    | P    | R     | V      | P      | R      |
| --- | -------------- | --- | ----- | ----- | ----- | ---------- | ---------- | ---------- | ---------- | ---------- | ---------- | ---- | ---- | ----- | ------ | ------ | ------ |
| 1   | Sérvia         | 5   | 2     | 2     | 0     | 0          | 1          | 1          | 0          | 0          | 0          | 6    | 3    | 2,000 | 199    | 187    | 1.064  |
| 2   | Itália         | 3   | 2     | 1     | 1     | 0          | 1          | 0          | 0          | 1          | 0          | 4    | 4    | 1,000 | 184    | 182    | 1.011  |
| 3   | Estados Unidos | 1   | 2     | 0     | 2     | 0          | 0          | 0          | 1          | 1          | 0          | 3    | 6    | 0.500 | 189    | 203    | 0.931  |

| Data  | Hora  |                | Placar |                | Set 1 | Set 2 | Set 3 | Set 4 | Set 5 | Total   | Relatório |
| ----- | ----- | -------------- | ------ | -------------- | ----- | ----- | ----- | ----- | ----- | ------- | --------- |
| 2 ago | 15:00 | Sérvia         | 3–2    | Estados Unidos | 25–22 | 25–17 | 23–25 | 18–25 | 15–11 | 106–100 | Relatório |
| 3 ago | 15:00 | Estados Unidos | 1–3    | Itália         | 21–25 | 25–22 | 22–25 | 21–25 |       | 89–97   | Relatório |
| 4 ago | 15:00 | Sérvia         | 3–1    | Itália         | 25–18 | 25–19 | 16–25 | 27–25 |       | 93–87   | Relatório |

#### Final four
|  | Semifinais  | Semifinais |                |   | Final | Final |
|  |             |            |                |   |       |       |
|  | 5 de agosto |            |                |   |       |       |
|  |             |            |                |   |       |       |
|  | China       | 1          |                |   |       |       |
|  | China       | 1          | 6 de agosto    |   |       |       |
|  | Itália      | 3          |                |   |       |       |
|  | Itália      | 3          | Itália         | 2 |       |       |
|  | 5 de agosto |            | Itália         | 2 |       |       |
|  |             | Brasil     | 3              |   |       |       |
|  | Sérvia      | Brasil     | 3              | 1 |       |       |
|  | Sérvia      |            |                | 1 |       |       |
|  | Brasil      | 3          |                |   |       |       |
|  | Brasil      | 3          | Terceiro lugar |   |       |       |
|  |             |            |                |   |       |       |
|  | 6 de agosto |            |                |   |       |       |
|  |             |            |                |   |       |       |
|  | China       | 1          |                |   |       |       |
|  | China       | 1          |                |   |       |       |
|  | Sérvia      | 3          |                |   |       |       |

Semifinais
| Data  | Hora  |        | Placar |        | Set 1 | Set 2 | Set 3 | Set 4 | Set 5 | Total | Relatório |
| ----- | ----- | ------ | ------ | ------ | ----- | ----- | ----- | ----- | ----- | ----- | --------- |
| 5 ago | 15:00 | Sérvia | 1–3    | Brasil | 25–20 | 23–25 | 14–25 | 23–25 |       | 85–95 | Relatório |
| 5 ago | 20:00 | China  | 1–3    | Itália | 25–18 | 23–25 | 22–25 | 25–27 |       | 95–95 | Relatório |

Terceiro lugar
| Data  | Hora  |       | Placar |        | Set 1 | Set 2 | Set 3 | Set 4 | Set 5 | Total | Relatório |
| ----- | ----- | ----- | ------ | ------ | ----- | ----- | ----- | ----- | ----- | ----- | --------- |
| 6 ago | 15:00 | China | 1–3    | Sérvia | 22–25 | 25–20 | 23–25 | 21–25 |       | 91–95 | Relatório |

Final
| Data  | Hora  |        | Placar |        | Set 1 | Set 2 | Set 3 | Set 4 | Set 5 | Total   | Relatório |
| ----- | ----- | ------ | ------ | ------ | ----- | ----- | ----- | ----- | ----- | ------- | --------- |
| 6 ago | 20:00 | Itália | 2–3    | Brasil | 24–26 | 25–17 | 22–25 | 25–22 | 8–15  | 104–105 | Relatório |

## Classificação final
| Campeão | Vice-campeão | Terceiro lugar |
| Brasil Mara Leão · Macris Carneiro · Ana Carolina da Silva · Adenízia da Silva · Rosamaria Montibeller · Roberta Ratzke · Tandara Caixeta · Natália Pereira · Amanda Francisco · Gabriella Souza · Drussyla Costa · Suelen Pinto · Ana Beatriz Correa · Monique Pavão | Itália Indre Sorokaite · Sara Loda · Sara Bonifacio · Ofelia Malinov · Monica De Gennaro · Raphaela Folie · Alessia Orro · Caterina Bosetti · Cristina Chirichella · Anna Danesi · Miriam Sylla · Lucia Bosetti · Paola Egonu · Beatrice Parrocchiale | Sérvia Bianka Buša · Sanja Malagurski · Bojana Živković · Tijana Malešević · Ana Antonijević · Brankica Mihajlović · Stefana Veljković · Teodora Pušić · Ana Bjelica · Jovana Stevanović · Milena Rašić · Tijana Bošković · Bojana Milenković · Jelena Blagojević |

| 4  | China                |
| 5  | Países Baixos        |
| 5  | Estados Unidos       |
| 7  | Japão                |
| 8  | República Dominicana |
| 9  | Rússia               |
| 10 | Tailândia            |
| 11 | Turquia              |
| 12 | Bélgica              |
| 13 | Polônia              |
| 14 | Coreia do Sul        |
| 15 | Alemanha             |
| 16 | Chéquia              |
| 17 | Bulgária             |
| 18 | Porto Rico           |
| 19 | Colômbia             |
| 20 | Canadá               |
| 21 | Peru                 |
| 22 | Argentina            |
| 23 | Croácia              |
| 24 | Cazaquistão          |
| 25 | Hungria              |
| 26 | Austrália            |
| 27 | França               |
| 28 | Venezuela            |
| 29 | México               |
| 30 | Camarões             |
| 31 | Trinidad e Tobago    |
| 32 | Argélia              |

## Prêmios individuais
A seleção do campeonato foi composta pelas seguintes jogadoras:
- MVP (Most Valuable Player):  Natália Pereira